# اتحادیه فوتبال یمن
اتحادیه فوتبال یمن نهاد اداره‌کنندهٔ فوتبال در یمن است. این نهاد در سال ۱۹۶۲ پایه‌گذاری شده و اکنون عضو کنفدراسیون فوتبال آسیا است. در حال حاضر ریاست این نهاد بر عهدهٔ احمد صالح العیسی می‌باشد.